# Chilostigmodes areolatus
Chilostigmodes areolatus là một loài Trichoptera trong họ Limnephilidae. Chúng phân bố ở miền Tân bắc.